# Кадиров, Гафур Кобилович
Гафур Кобилович Кадиров (узб. Gʻafur Qobilovich Qodirov; род. 28 декабря 1958, Ташкент, Узбекская ССР, СССР) — советский, узбекский художник. Народный художник Узбекистана (2006), академик Академии художеств Узбекистана (2017).

## Биография
Родился 28 декабря 1958 года в Ташкенте. С 1974 по 1978 годы учился в Республиканском художественном училище им. П. Бенькова, с 1978 по 1984 годы в Институте живописи, скульптуры и архитектуры им. И. Репина на отделении монументальной живописи. С 1985 года — преподаватель, доцент, а с 2017 года — профессор кафедры «Монументальной живописи» Национального института искусства и дизайна имени Камолиддина Бехзода. С 1992 по 1997 годы — заведующий кафедрой «Монументальной живописи» Ташкентского театрально-художественного института им. Маннона Уйгура.
В 2006 году Гафуру Кадирову было присвоено почётное звание народного художника Узбекистана. 21 сентября 2017 года он был избран действительным членом Академии художеств Узбекистана.

## Творчество
Является одним из самых ярких современных художников Узбекистана, произведения которого вошли в новую эру в узбекском искусстве, начавшуюся с обретением независимости в 1990-х годах. Работы художника находятся в собраниях национальных музеев: Дирекции Художественных выставок Академии художеств Узбекистана, Государственном музее искусств, галерее Национального банка Узбекистана, картинной галерее Ургенча; и коллекционеров Великобритании, Германии, Испании, США, Сингапура, Турции, Италии, Норвегии, Украины, Швейцарии, Казахстана, Узбекистана.
С 1982 года принимал участие в национальных и международных выставках: международной выставке молодых художников на Манеже (Москва, 1988); выставке в галерее «Горк» (1995) и Андреанской галерее (2001) в Лондоне; выставке в галерее «Такашима» (Сингапур, 1995); выставке в галерее Всемирного банка (Вашингтон, 2002); международном биеннале в Пекине (2005); выставке художников Узбекистана (Ашхабад, 2013); выставке узбекских художников (Пекин, 2015); выставке «Новый шелковый путь: живопись за пределами границ» в Центральноазиатской художественной галерее Ene (Сингапур, 2016); выставке Мустакиллик (2017), выставке посвященной 8-марта (2020) в Ташкенте; выставке изобразительного искусства Узбекистана в павильоне Узбекистана ВДНХ (Москва, 2022); республиканской выставке Навруз в ЦВЗ (Ташкент, 2023); выставке «Мистерия Турана» в BONUM FAKTUM gallery (2024).
Постоянный участник девяти Ташкентских биеналле с 2001 по 2022 годы; шестнадцати международных московских художественных салонов с 1998 по 2013 годы. Персональные выставки художника проходили в: Париже (1991); Будапеште (1993); Академии художеств Узбекистана (2001), театре Ильхом (2004) в Ташкенте; галерее ARTIKUL32 (2024).

## Награды
- Народный художник Узбекистана (2006)
- Серебряная медаль Академии художеств Узбекистана (2002)[2]